# Van Tuyll van Serooskerken
Van Tuyll van Serooskerken is een Nederlands adellijk geslacht.

## Geschiedenis
De bewezen stamreeks van het Nederlandse adellijke geslacht Van Tuyll van Serooskerken begint met Pieter Hugen Reynersz alias Serooskerke; hij kocht in 1483 de heerlijkheid Serooskerke. Hij wordt vermeld als burger van Zierikzee vanaf 1472 en was schepen en burgemeester van die plaats. Sindsdien noemden de leden van het geslacht zich enkel: 'Van Serooskerke', vanaf 1600 namen ze de dubbele naam: 'Van Tuyll van Serooskerke' aan, waar later nog de -n aan werd toegevoegd.
Slot Zuylen in Zuilen is sinds 1656 (door huwelijk) bezit van de familie. Onder anderen Belle van Zuylen gebruikte tot haar huwelijk op 30-jarige leeftijd Slot Zuylen als zomerverblijf. Kasteel Heeze is sinds 1760 (door koop) in bezit van de familie.

## Enkele telgen

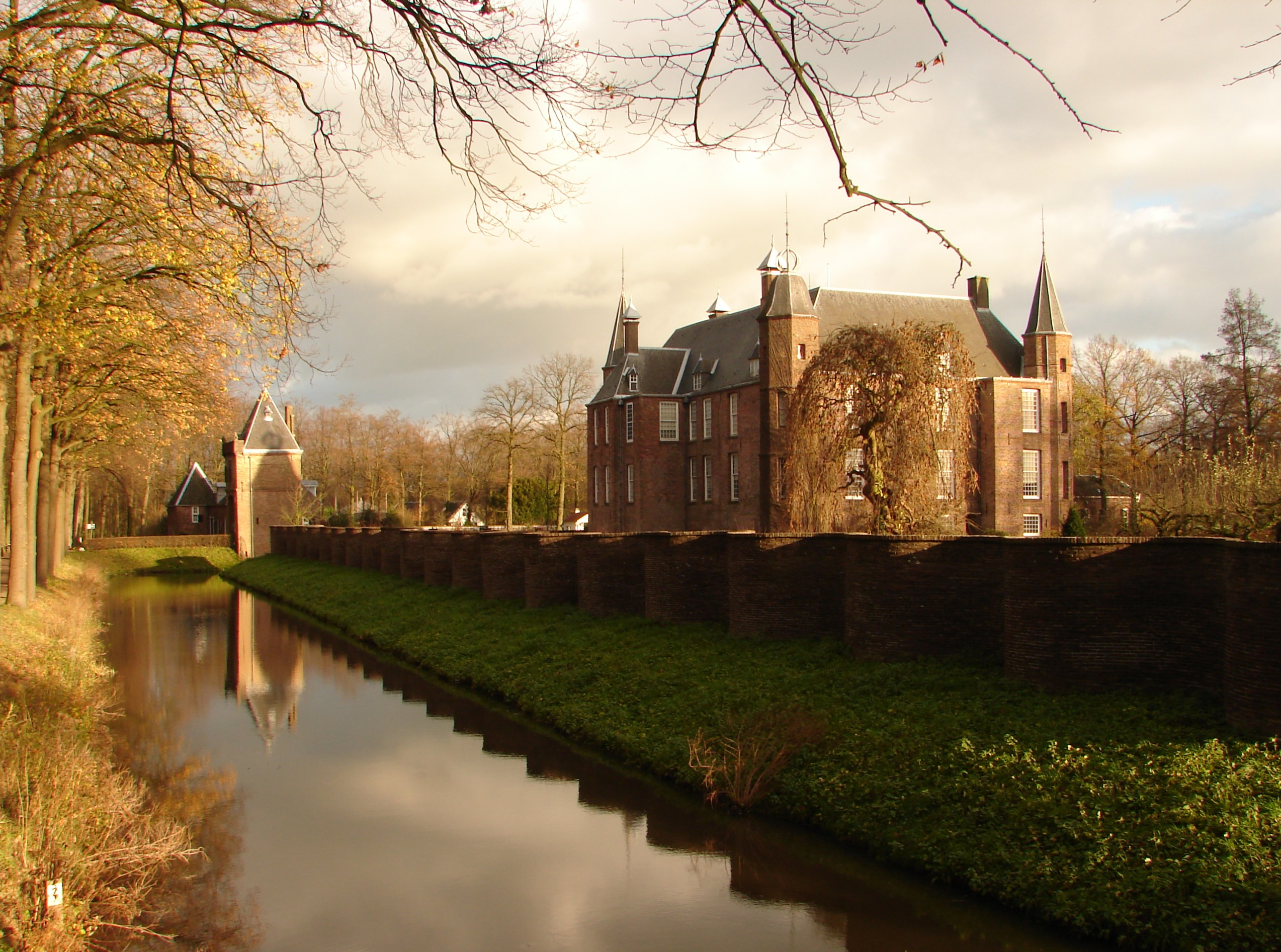
Slot Zuylen met een 120 meter lange Slangenmuur.

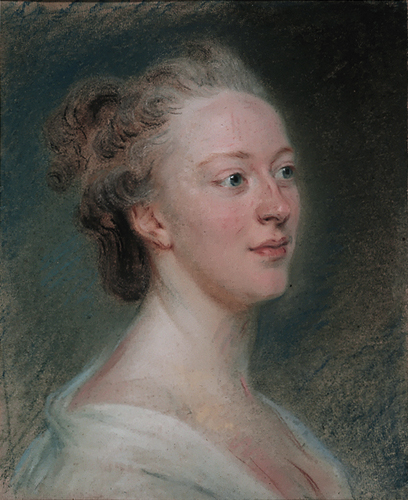
Belle van Zuylen geschilderd door Maurice Quentin de La Tour (1766) in Musée d'art et d'histoire de Genève

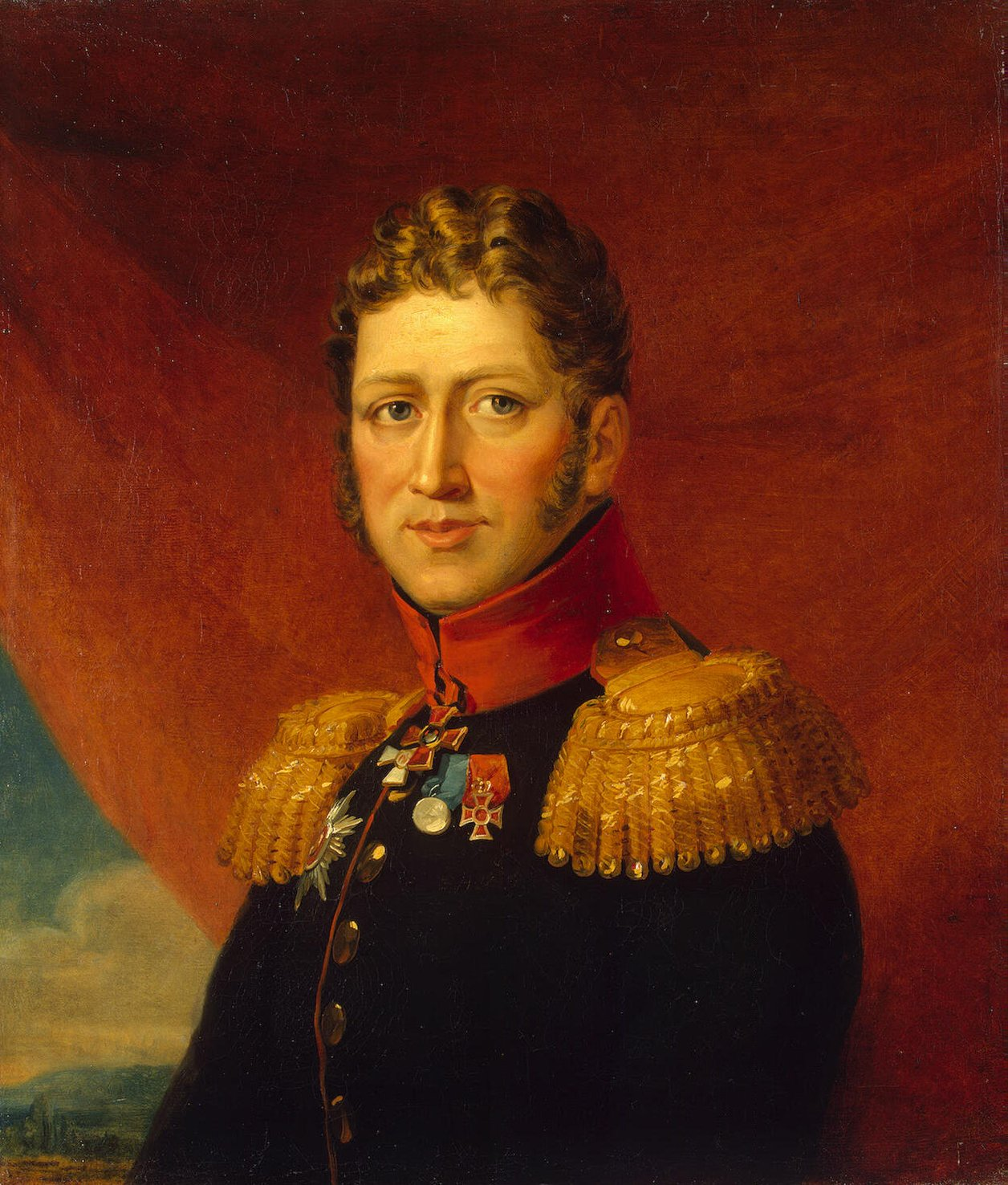
Diederik Jacob van Tuyll van Serooskerken (1772–1826)

- mr. Diederik Jacob van Tuyll van Serooskerken (1706-1776), heer van Zuylen, voorzitter van de Ridderschap van Utrecht en gedeputeerde ter Staten-Generaal
  - Isabella Agneta Elisabeth van Tuyll van Serooskerken (1740–1805), schrijfster en componiste, na haar huwelijk Isabelle de Charrière (Madame de Charrière in de Franse literatuur), bekend onder het pseudoniem Belle van Zuylen
  - Willem René van Tuyll van Serooskerken (1743-1839), Eerste Kamerlid
    - Diederik Jacob van Tuyll van Serooskerken (1772–1826), majoor-generaal van het Russische leger, Russisch ambassadeur.

  - Vincent Maximiliaan van Tuyll van Serooskerken (1744-1794), luitenant-kolonel van de cavalerie, kolonel-commandant
    - Willem René van Tuyll van Serooskerken van Coelhorst (1781–1852), Tweede Kamerlid
    - Carel Lodewijk baron van Tuyll van Serooskerken (1784-1835), kreeg (voor zover bekend) vier brieven van zijn tante Belle van Zuylen.[2] Grondeigenaar van Bayfield Ontario Canada.[3] Getrouwd met Marie Louise Gildemeester (1790-1860)
      - Vincent Gildemeester van Tuyll van Serooskerken (1812-1860), mede-oprichter van de Billiton-maatschappij
        - William Charles Reginald baron van Tuyll van Serooskerken, heer van Coelhorst (1845-1903), getrouwd met Mathilde van Limburg Stirum
          - Henri Charles van Tuyll van Serooskerken (1884-1950), burgemeester van Hoogland

      - Otheline Therese van Tuyll van Serooskerken (1817-1890), hofdame van koningin Anna Paulowna, getrouwd met Amédée baron Van den Bogaerde van Terbruggen (1823-1874)

    - Vincent Johan Reinier van Tuyll van Serooskerken (1792-1840), luitenant-kolonel, adjudant en ridder Militaire Willems-Orde
      - Jeanne Cornélie van Tuyll van Serooskerken (1822-1890); zij trouwde in 1852 met Jasper Hendrik van Zuylen van Nyevelt (1808-1877)
- Jan Maximiliaan van Tuyll van Serooskerken (1710-1762) generaal-majoor van de Cavalerie, heer van Heeze, Leende en Zesgehuchten 1760-1762 (door koop)
  - Frederik Christiaan Hendrik van Tuyll van Serooskerken (1742-1805)
    - Jan Maximiliaan van Tuyll van Serooskerken van Vleuten (1771-1843), Nederlands bestuurder
      - mr. Ernest Louis baron van Tuyll van Serooskerken (1801-1860)
        - Frederik Willem Christiaan Hendrik van Tuyll van Serooskerken (1851–1924), eerste Nederlander in het IOC (1899) en oprichter van het NOC (1912)

    - Frederik Leopold Frans van Tuyll van Serooskerken (1774-1837), lid Algemene Rekenkamer
      - Frederik Christiaan Hendrik baron van Tuyll van Serooskerken (1835-1904), lid gemeenteraad van Arnhem
        - ir. Frederik Leopold Samuel Frans baron van Tuyll van Serooskerken (1858-1934), burgemeester van Zuilen
          - ir. Frederik Christiaan Constantijn baron van Tuyll van Serooskerken (1886-1958), burgemeester van onder andere Zuilen en Abcoude
            - Hans Georg Inundat baron van Tuyll van Serooskerken (1917-1988), burgemeester van Utrecht van 1970 tot 1974
              - dr. Cornelis Nicolaas baron van Tuyll van Serooskerken (1946)
                - Pauline van Tuyll van Serooskerken (1974), activiste[4]

    - Hendrik Willem Jacob baron van Tuyll van Serooskerken (1778-1824), officier cavalerie
      - Cornelis Jan baron van Tuyll van Serooskerken (1805-1888)
        - Hendrik Willem Jacob baron van Tuyll van Serooskerken (1838-1916)
          - mr. Cornelis Jan baron van Tuyll van Serooskerken (1869-1945), burgemeester van Zeist van 1919 tot 1934
            - Samuel John baron van Tuyll van Serooskerken (1905-1994), topambtenaar en lid van de Raad van State

          - Samuël John baron van Tuyll van Serooskerken (1874-1955), lid van de provinciale staten van Noord-Brabant, heer van Heeze c.a. 1901-

      - Frederik Christiaan Hendrik baron van Tuyll van Serooskerken (1810-1881), generaal-majoor, commandant van het regiment Rijdende Artillerie
        - Ernest Frederik Christiaan Hendrik Joan baron van Tuyll van Serooskerken (1850-1916), generaal-majoor

      - Hendrik Nicolaas Cornelis baron van Tuyll van Serooskerken (1811-1892), officier cavalerie
        - Hendrik Nicolaas Cornelis baron van Tuyll van Serooskerken (1854-1924), burgemeester van Voorburg
          - Jan Maximiliaan baron van Tuyll van Serooskerken (1886-1938), lid gemeenteraad en wethouder van Geldrop
            - Hendrik Nicolaas Cornelis baron van Tuyll van Serooskerken (1916-2017), burgemeester van Doesburg en Lochem, heer van Heeze c.a.
              - Samuel Ernest (Sammy) van Tuyll van Serooskerken (1951), Nederlands politicus

  - Reinout Diederik van Tuyll van Serooskerken (1746-1784), lid van het gerechtshof en de rekenkamer te Utrecht, heer van Heeze c.a. 1767- (door koop)
    - Jan Diederik van Tuyll van Serooskerken (1773–1843), heer van Heeze c.a. 1785-
      - Reinout Carel van Tuyll van Serooskerken (1798-1882), vrijheer van Heeze c.a. 1843-
      - Ursula Adèle Aurore van Tuyll van Serooskerken (1805-1901), vrouwe van Heeze c.a. 1882-